# Райко Касагич
Райко Касагич (на сръбски: Рајко Касагић) е политик от Република Сръбска, министър-председател на Република Сръбска между 16 октомври 1995 и 18 май 1996 г., излъчен от Сръбската демократическа партия (СДП).

## Биография
Райко Касагич е роден на 15 октомври 1942 година в село Разбой Левчански, Югославия.